# Irene Strebl
Irene Strebl (* 1966) ist eine deutsche Wissenschaftsmanagerin und politische Beamtin (Bündnis 90/Die Grünen). Sie ist seit September 2023 Bremer Staatsrätin bei der Senatorin für Umwelt, Klima und Wissenschaft.

## Biografie
Strebl erlernte den Beruf einer Speditionskauffrau in Hamburg. Sie studierte an der Fernuniversität Hagen und schloss das Studium mit den Schwerpunkten Dienstleistungsmanagement und Marketing als Diplom-Kauffrau ab. Sie hatte einen Lehrauftrag im Fach Dienstleistungsmanagement an der Universität Hildesheim. Sie war Referentin der Geschäftsführung am Helmholtz-Zentrum für Infektionsforschung in Braunschweig und leitete später die Stabsstellen Organisation und Strategische Allianzen und Kooperationen. An der Universität Hannover erfüllte sie die Aufgaben in der Strategischen Entwicklung und war am DESY stellvertretende Leiterin des Direktoriumsbüros. Danach übernahm sie die Leitung des Direktorats am GEOMAR Helmholtz-Zentrum für Ozeanforschung in Kiel. Ab Anfang 2015 war sie Kanzlerin der heutigen Technischen Hochschule Lübeck. Von 2019 bis 2023 war sie Vizepräsidentin der Technischen Universität Clausthal.
Im September 2023 wurde sie von der Senatorin für Umwelt, Klima und Wissenschaft Kathrin Moosdorf (Grüne) zur Staatsrätin für Wissenschaft sowie für die Themenfelder Technischer Umweltschutz, Naturschutz und Grünflächen zur Staatsrätin berufen.